# Dique natural (hidrografía)

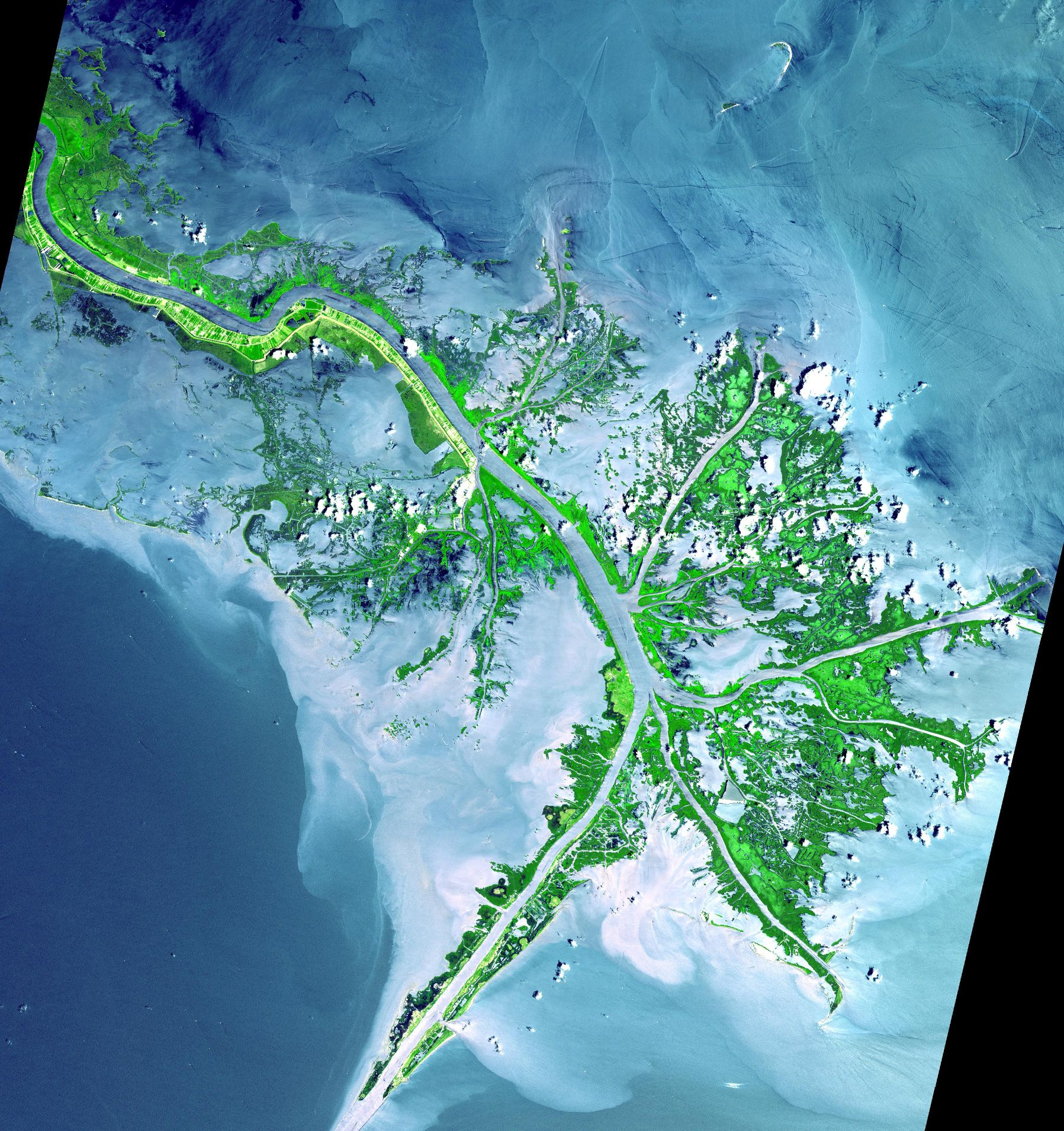
El delta del río Misisipi, aguas abajo de Nueva Orleans, muestra los diques naturales construidos por los sedimentos del propio río, donde se concentran la población y las vías de comunicación. Para mejorar estos diques naturales contra las inundaciones, se reforzaron algunos tramos mediante diques artificiales que vinieron a elevar el cauce del río y que fueron sobrepasados por las inundaciones ocasionadas por el huracán Katrina en 2005

Se llama dique natural al depósito de material arrastrado por un río en el borde del mismo, durante las crecidas del caudal, lo que va ocasionando, progresivamente, la elevación de la ribera (). A su vez,  la ribera de un río también ha recibido el nombre de ribazo o terraplén aluvial e incluso el de levée, como en francés o inglés (en este último caso, sin acento) . Son muy frecuentes en los ríos de llanura, con un cauce divagante y de muy escasa pendiente. A su vez, la elevación de la riberas se debe a la pérdida de velocidad de las aguas junto a ellas ya que durante las crecidas, las aguas alcanzan mayor velocidad en la línea central del río, cortando los meandros por la parte convexa, al revés de lo que sucede en aguas bajas, cuando la fuerza centrífuga del agua tiende a desplazar la corriente hacia la parte cóncava. Este hecho es el que explica los graves efectos de la gran riada del río Turia en Valencia durante las inundaciones de octubre de 1957: al llegar a Valencia, el Turia describe una amplia curva o meandro rodeando a la ciudad por su margen derecha (parte convexa), lo que ocasionó que la mayor parte de la riada se desplazara hacia la ribera izquierda, aunque los daños fueron mucho más graves hacia la derecha, debido a que constituye la zona más densamente poblada del casco urbano.
El estudio de los diques naturales de los ríos, así como de los puntos vulnerables que presentan para el eventual reforzamiento y elevación con diques artificiales, constituye un concepto esencial en los trabajos de mantenimiento que deben realizarse en todas las cuencas hidrográficas, sobre todo, en las zonas o áreas de escasa pendiente, más vulnerables a las inundaciones producidas por los ríos. Así, en la imagen de satélite del delta del Misisipi se pueden ver algunos cortes en los diques naturales de los brazos del río que actúan como aliviadero en las épocas de crecida de las aguas: la especie de pequeños deltas de color blanco producidos por los sedimentos al salir del río y desparramarse constituyen una muestra de lo que aquí se ha explicado.

## Las calcetas
Los diques naturales de los ríos reciben en los Llanos venezolanos el nombre de calcetas, nombre que también hace referencia a la vegetación bastante espesa que suelen presentar. Las calcetas constituyen una zona de selvas de galería y ríos divagantes de escasa pendiente. En la imagen del río Apure, se distinguen claramente las riberas más elevadas o calcetas en una sabana sin árboles, aunque ya se comienza a ver como los árboles comienzan a aparecer en forma de una selva de galería incipiente. El reducido tamaño de la vegetación puede deberse a la escasa antigüedad del presente trazado fluvial en una zona de sabana de los Llanos venezolanos.
Los diques naturales de los grandes ríos constituyen enormes problemas de ordenamiento de cuencas hidrográficas por las graves inundaciones que pueden causar la ruptura de los mismos. Para complicar más la situación, la ruptura de esos diques puede ser tanto por razones naturales como por obra humana, para evitar inundaciones mayores en áreas más bajas de la cuenca. El caso del río Amarillo en China es emblemático en este sentido, ya que el desvío de su cauce que sufrió por causas naturales se repitió hace más de medio siglo por obra humana causando millones de muertos. Y en el año 2014, en la cuenca del Misisipi también se decidió abrir un aliviadero en Vicksburg a este río por su enorme crecida.

### Asimetría de los diques naturales o calcetas
Los diques naturales de los ríos son asimétricos en cuanto a su altura, constitución y extensión de la llanura de inundación a que dan lugar, debido a los efectos del movimiento de rotación terrestre, efectos que se refieren a la desviación aparente hacia el este de los cuerpos en movimiento tanto en el hemisferio norte (ríos, vientos, corrientes marinas, aviones, ferrocarriles, disparos de cañones y otras armas, etc) como en el hemisferio sur. Así, tanto en los ríos del hemisferio norte como del hemisferio sur, los diques naturales de la izquierda tienen casi siempre menor altura por lo que las inundaciones, formación de meandros y migración del cauce siempre suelen producirse por dicho lado. Ello se debe a la inercia producida por el movimiento de rotación terrestre que se realiza de oeste a este, es decir, de derecha a izquierda, viendo la rotación desde el polo Norte. 
La rotación terrestre produce, sin embargo, unas consecuencias mucho más complejas sobre los cuerpos que se mueven sobre la superficie terrestre, es decir, sobre la asimetría de los diques naturales de los ríos, y también sobre la dirección de las corrientes marinas, los vientos (incluyendo huracanes y tornados) y, en general, sobre los fenómenos meteorológicos y los elementos climáticos (temperatura, presión atmosférica, vientos, humedad y precipitaciones).
Así, en el caso específico de la asimetría de los diques naturales de los ríos (es decir, de las riberas de los ríos), la rotación terrestre, además del efecto centrífugo ya explicado (desvío del caudal hacia el este durante las inundaciones), también produce un efecto centrípeto (es decir, hacia el centro de la Tierra), originado por la forma asimétrica de la esfera terrestre: el abultamiento ecuatorial y el achatamiento polar que, a su vez, se deben también a la velocidad del movimiento de rotación. En resumen, la fuerza centrífuga del movimiento de rotación terrestre tiene su máximo valor en el ecuador terrestre mientras que la fuerza centrípeta alcanza su mayor intensidad en los polos, donde la fuerza centrífuga queda anulada.

## Imágenes de satélite
En los programas de libre acceso sobre imágenes de satélite (Google Earth, Google Maps, WikiMapia, etc.) pueden verse ejemplos de diques naturales a lo largo de algunos ríos, sobre todo, en los casos de inundaciones, en los que se ven dibujadas las riberas de los ríos sobresaliendo entre las aguas, tanto las del propio cauce como las de la llanura de inundación. Un ejemplo muy interesante es el del río Paragua, el mayor afluente del Caroní, en Venezuela, aunque en este caso no se trata de una inundación natural, sino la provocada por el embalse de Guri, cuando el gran lago que represa las aguas de los dos ríos remonta el Paragua y destacan nítidamente los diques naturales de dicho río (). El río Paragua se encuentra a la izquierda con un cauce bastante ancho por su menor pendiente, mientras que el pequeño río a la derecha es el río Asa, afluente del Paragua, mucho más angosto que discurre encajado con una pendiente más fuerte. En ambos ríos se ven las riberas que sobresalen sobre la llanura de inundación, pero muy bien definidas sobre el agua incluso con la vegetación que ocupa esos diques naturales de los ríos.
Y en el tramo del delta del río Misisipi que puede verse aguas abajo de Nueva Orleans en una imagen de satélite proporcionada por la NASA, antes que el Huracán Katrina destruyera gran parte de los diques tanto naturales como los artificiales construidos en la zona para canalizar las aguas del río, también puede verse que las áreas más elevadas (de color verde por la vegetación) se encuentran, precisamente, en las riberas de los distintos brazos del río, donde también se han construido las viviendas. Desde luego, también aquí se puede ver la asimetría de los diques naturales, siendo más elevado, extenso, cultivado y poblado el de la derecha, que es el que queda a la izquierda en la imagen ya que el río se desplaza aquí, aproximadamente, de norte a sur.